# オリコンチャート

オリコンチャート（オリコンランキング）は、オリコングループのデータサービス事業会社であるオリコンリサーチ株式会社が発表する日本国内の音楽・映像ソフトなどの売り上げを集計したランキング。
2023年5月現在の正式名称は「オリコンランキング」であるが、2000年代前半以前はオリコンが刊行する雑誌・年鑑において「ヒットチャート」や「オリコンチャート」といった語が多用されていた 。

## 概要

### 歴史
業界誌『コンフィデンス』の前身である『総合芸能市場調査』創刊号（1967年5月4日号）からすでにレコード売上をはじめとしたランキングは掲載されていた。創刊号のレコード売上1位は、水原弘の『君こそわが命』（銀座ヤマハ調べ）、ジュークボックスの全国リクエスト1位は同じく『君こそわが命』、ブロマイドの全国売上1位は男性が舟木一夫、女性が吉永小百合。
1967年11月2日付から実験的にオリコンチャートが制作された。正式スタートは1968年1月4日付から。シングルチャート第1回の1位は、黒沢明とロス・プリモスの『ラブユー東京』だが、それ以前にジャッキー吉川とブルーコメッツの『北国の二人』が実験的なチャートで2週連続1位を記録しており、「幻の1位」と呼ばれる、LPチャート第1回の1位は、森進一の『花と涙/森進一のすべて』、カセットテープチャートの第1回の1位は、井上陽水の『二色の独楽』、CDチャートの第1回の1位は中森明菜の『BEST AKINA メモワール』、合算アルバムチャートの第1回の1位はマイケル・ジャクソンの『BAD』。
シングルチャートの第7回までは、チャートの日付は木曜日となっており、第8回から月曜日に変更されている。

### 集計方法
オリコンチャートは、原則毎週月曜からの7日間の集計期間中に、CD・DVD・書籍等の売り上げを集計するものである。日曜日に集計を締め切り、月曜日にはチャートが発表されるが、月曜日に閲覧できるのは法人向け有料サイトであり、閲覧可能者は限られている。チャートの一般公表日は火曜日。ただし、発表される数値は集計サンプルからの推定売上げ枚数であり、レコード会社の出荷枚数とも異なる。
年末年始のみ2週分の合算で集計が行われていたが、2011年1月分以降は各週ごとに集計されている。2週分合算時代は、登場回数は2回とカウントしていた。
チャートが毎週月曜日から日曜日の集計であることから、CDの納品日の関係上水曜日を発売日に選定するレコード会社が多く出現した。これを受けて、HMVでは水曜日の取得ポイントを倍にするサービスを行っている。以前は月曜日が祝日の週は、入荷が先週末になることを避けるため木曜日を発売に設定されたが、現在では水曜発売火曜入荷が可能となっている。こうした流通事情の変化から、近年では一部火曜日を発売日に設定して月曜日を入荷日とする作品もあるが、一般化はしていない。

#### 年間チャートの集計期間
各種の年間チャートは、前年の12月第4週日付から12月第3週日付までの期間を対象として集計する。
2005年までは前年の12月第1週日付から11月最終週日付が対象期間だったため、前年の12月に発売される人気作品が年間チャートの上位に入る傾向が顕著だった。2006年の年間チャートは両者の移行期間のため、2005年12月第1週日付から2006年12月第3週日付を対象とし、実質1年1か月間の集計となった。

#### POSシステム
集計方法は、あらかじめ決められた販売店から売り上げデータを受け取るもの。レンタル店に卸された売上は含まれない。最初期にはアルバイトを雇い、販売店に電話で売り上げデータを確認していた。その後FAXなどに頼っていた時代を経て、最近では販売店にPOSシステムが普及したこともあり、POSの売り上げデータによってデイリーチャートを集計している。2007年3月より、デイリーチャートでは3位まで指数（2009年3月以降は推定売上枚数）を一般公表している。対象となる販売店は、2000年代に入ってAmazon.co.jpなどのオンライン店舗やアニメイト・ゲーマーズ・コミックとらのあななどの大手アニメショップも一部は対象に入っているが、それらに含まれない特殊なルートでの販売しかない楽曲にはオリコンチャートにランクインしないものもあった。

#### 累積売上数
オリコンチャートによる「累積売上数」（俗にいう累計売り上げ枚数）は、週間チャート圏内（CDの場合、かつては週間チャート100位以内、2002年12月以降はシングルは週間チャート200位以内、アルバムは週間チャート300位以内）の売り上げのみを単純に加算したものであり、圏外に落ちてからの売り上げは含まれていない。売上にカウントされない週間チャート圏外で長期にわたって売れ続けた楽曲の場合、実際の売上枚数はオリコンが発表する枚数を遥かに上回るとみられる。同業他社のプラネット・サウンドスキャンジャパン等は一週間に1枚の売り上げでも累計売り上げ枚数に加算される。
書籍（BOOK（書籍総合）、文庫、コミック）の累積売上に関しては、圏外に落ちてからの売り上げも加算されている。

#### 販売施策イベントに対する売上集計ルール
販売促進イベントによる複数購入は1人3枚までしかカウントしないルールがある（2017年までは2枚まで）。一方でビルボードジャパンはルックアップのデータによって握手券商法の影響を取り除いた順位がわかるという理由で、複数購入による減算処理はしておらず、実売はそのままカウントしている。そのため販促イベントを行なっている主に女性アイドルやK-POP系アーティストはビルボードより売り上げ枚数が数万枚から15万枚ほど少ない傾向にあり、時には20万枚以上少ないケースもある。
極端に開いたものとしては、AKB48の選抜総選挙投票券付きCD売上がある。2015年の投票券付きCD 「僕たちは戦わない」はレコード会社が出荷枚数300万枚を突破と発表しているが、オリコンの年間ランキングでは100万枚以上少なく、翌年の「翼はいらない」はビルボード年間ランキングの251万枚に対し、オリコンでは152万枚だった。日本レコード協会（RIAJ）認定との比較でも、AKBのシングルCDでは2ミリオン（=200万枚達成）としてRIAJ認定されたものが8件存在するが、オリコンでは2023年4月現在、0件である。

## オリコンチャートの課題と問題点
音楽チャート業界では、日刊レコード特信（特信チャート）、ミュージック・ラボ（休刊）→電波新聞、ミュージック・リサーチ（休刊）、プラネット、サウンドスキャンジャパンといった同業他社がいる（いた）ものの、オリコンチャートの影響力は大きく、長らくアメリカの「ビルボード」誌と同様、音楽界での評価指標として真っ先に用いられてきた。
オリコンチャートが権威をもつようになったのは、オリコン創業者の小池聰行の尽力によるところが大きい。小池は多くの音楽メディアにオリコンチャートを掲載するよう依頼し、知名度を高めてきた。
その一方で、ポピュラー音楽研究家の三井徹は1984年に発表した文章で、オリコンチャートがレコード売上数のみに基づいていることは人気を算出するにあたって不十分であると指摘している。
しかし、2010年代半ば頃からメディアがオリコンからビルボードに切り替え始める。後述するようにオリコンランキングの上位が特定のジャンルばかりになったためとされる。
2000年代後半より、特にシングルCD市場の急激な規模縮小とそれを補う形での音楽配信市場の拡大 に伴い、件数ベースで音楽フル配信の1/4程度、金額ベースで同6割程度まで落ち込んだシングルCDの売上件数表示だけでは、音楽市場全体として、当代どの曲が最も愛好されているかという市場における実勢を必ずしも捉えきれなくなった。
具体的には、
1. 単品音楽市場の一般的消費の大部分が、価格の圧倒的安さ・利便性を背景にダウンロード、その後サブスクリプションへと移行したため、シングルCDという商品の役割も、配信にマッチしない高年齢層需要や、外装に重きを置くコアファン向けなど、補助的・ニッチ的なものへと変質した。そうした中で、コアファンをターゲットとしたシングルCDのアイテム化・おまけ等の高付加価値化や、時にはチャートインそれ自体を目的化したマーケティング[23] も推進されるようになった。さらに、2000年代後半頃から異なるカップリング曲を収録した複数の盤種やイベントなどの特典を目的とした複数枚購入させる商法が常態化していく。これらにより、かつての100万枚の売上=100万人が購入というような図式が崩壊し、音楽を聴く目的以外での複数購入が主流となり、楽曲やアーティストの人気を測るのが困難となっていった。その結果、CDランキング上位曲とは言っても、世間一般の認知が薄い（従前、コアファンにのみ愛好されてきた分野の）楽曲が当チャートの上位を占めるに至り、前世紀のような「一般消費者にとって、最も音楽の流行がわかる資料」という意味合いがなくなっていった。
2. 送り手（アーティストおよび事業者）の販売戦略による影響。音楽配信に消極的なジャニーズ事務所系等CD限定の作品が当チャートの上位を占める一方で、シングルCDによらない配信中心の戦略を採るアーティストのほうが近年むしろ実需をつかんでいるため、当チャートと音楽配信チャートでは全く別の結果となることも多い。加えて、Prisoner Of LoveのようにシングルCDの発売時期がフル配信よりも劣後する場合には需要期を過ぎた後のCD発売となるため、フル配信ではミリオンヒットでも、オリコンでは年間50 - 90位以下という事例もあり、2009年発売分における日本レコード協会認定の音楽配信ミリオン作品（着うたフル）は5曲存在したが[注釈 8]、同オリコン年間ランキングでは全て10位圏外であり、件数で上回る音楽配信チャートとの乖離が顕著となった[注釈 9]。
3. 2位以下 - 中位の権威の希薄化。当チャート1位となる一部のトップアイドルが30万 - 100万枚超の週間売上となる一方、2位以下は1 - 2万枚前後の推移が常態化しており[24]、10位で5千枚を切ることもある。こうして、チャート上位に入るハードルが下がったことにより、事業者による宣伝色が強まりチャートの信頼性や価値が揺らいでしまうのではないかとの指摘もある[25]。

当初、オリコンはCD売上とダウンロード売上を合算した「複合ランキング」を作成することには消極的であった。2008年に小池恒社長は「配信チャートはレコード会社の発表をうのみにするしかない。CDのように店頭での自主調査を積み上げるようにはいかず、統合チャートは作りにくい」と語っていた。2015年の小池へのインタビュー記事でも、音楽配信に消極的な事務所やアーティストがいることなどを理由に、複合ランキングの作成には「調整に時間がかかる」としていた。
しかし、こうした音楽消費動向の大幅な変動もあり、オリコンとしても実態を反映すべく、従来の売り上げ単独のチャートだけでなく複合ランキングを新設する旨の方針が2018年1月に新聞報道され、同年8月29日付けリリースにて、「1.CDシングル、2.ダウンロード単曲、3.ダウンロードシングルバンドル、4.ストリーミング」を「換算売上ポイント」で数値化した「週間合算シングルランキング」を同年12月19日から新設することが発表された。当初報じられていたSpotify売上の算入は見送ら、その後2022年に集計対象に追加た。合算方式の発表は週間ベースにとどまり、デイリー・月間・週間・年間において従来のCD売上件数方式が継続されている。
音楽ジャーナリストの柴那典は上記の施策について、既にオリコンのCDランキングは「ヒットを可視化する」という意味では数年前から機能不全を起こしていた、と指摘している。新設されたストリーミングランキングの集計対象に世界最大手のSpotifyが入らなかったことについては、ランキングの設計を「有料会員によるストリーム数」にこだわったことが理由ではないか、と述べている。また、新たな複合音楽チャートとしてビルボードジャパンが提供する「Billboard Japan Hot 100」が注目を集めるようになってきているが、同じ複合型チャートでもオリコンとビルボードのヒットチャートの設計思想は異なっているという。流行を可視化するため音楽との「接触」も重視するビルボードに対して、「オリコン週間合算ランキング」はあくまで「売上ランキング」として設計されていると指摘している。
このため、複数枚購入商法が主流で単価の高いCDの比重が極端に高く、単価の低いダウンロードや近年、音楽を聴くツールの主流となっているストリーミングの比重が低いものになっている。
ジャーナリストの松谷創一郎は、サブスクリプション型のストリーミングサービスが普及したことにより、「音楽チャートもそれによって変化した。CDセールスに依存してばかりのオリコンランキングは完全に信用を失い、代わりに常に指標の調整を続けるビルボード・チャートの信用度が高まった」としている。

### ダウンロード集計の遅れによる影響
日本国外では、米国ビルボードチャートや全英シングルチャートがiTunes Music Store成長期の2005年にデジタル・ダウンロードの集計を開始し、CDやレコード等のフィジカルと合算するなど、インターネットの普及に伴う音楽メディアの変化に対応した。一方で、前述の通りオリコンチャートは2017年までデジタル・ダウンロードの集計を行っていないため、着うたフルやiTunes Music Storeでの販売実績を捕捉できていない。
松谷創一郎は、オリコンの対応が遅れたことで2006年～2015年頃にかけて日本の音楽シーンが不鮮明となり“ヒット”が見えにくい「J-POPの失われた10年」が生じたと指摘している。

## 集計対象
（正式スタート - 終了）

### 現行
- 合算シングルランキング　2018年12月24日付[33] -
CDシングルの売り上げ枚数、ダウンロード配信における収録曲単曲または作品をまとめて（バンドル）の購入数、ストリーミング配信における再生数をそれぞれポイント化し、それを合算。
- 合算アルバムランキング　2018年12月24日付[34] -
CDアルバムの売り上げ枚数、ダウンロード配信における作品購入数（バンドルのみ）、ストリーミング配信における再生数をそれぞれポイント化し、それを合算。
- シングルランキング　1968年1月4日付 -
以前の名称は「コンフィデンスHOT100」[35]または「オリコンHOT100」[36]。
- アルバムランキング　1987年10月5日付 -
- デジタルシングル(単曲)ランキング　2017年12月25日付[37]  -
iTunes Store、Amazon Music、オリコンミュージックストア、mu-mo、music.jp、mora、LINE MUSIC、レコチョクにおける、シングル作品（単曲）の有料ダウンロード数を集計。
- デジタルアルバムランキング　2016年11月14日付[38] -
- ストリーミングランキング　2018年12月24日付[39] -
Apple Music、Amazon Music、AWA、KKBOX、YouTube（2020年9月28日付以後[40]）、YouTube Music（2020年9月28日付以後[40]）、LINE MUSIC、Rakuten Music、RecMusic、Spotify（2022年5月9日付以降[41]）、 TOWER RECORDS MUSIC powered by レコチョク（旧：dミュージック月額コース）における、定額制ストリーミングサービスの有料再生数を集計。広告モデル再生は再生数1/3回、Prime Music再生は再生数1/2回の比率で集計。
かつてはHMVmusic powerd by KKBOX（2021年3月31日サービス終了[42]）も集計対象だった。
- カラオケランキング　1994年12月26日付[43] -
第一興商（DAM総合）、エクシング（JOYSOUND）における集計。カラオケランキングの首位獲得記録はカラオケを参照。
- DVDランキング　1999年4月5日付 -
- Blu-ray Discランキング　2008年7月7日付 -
音楽DVD・BDランキングに関しては、DVD版とBD版とでヒット傾向に大きな差が出ていることから、映像の人気をより明確に可視化できるよう、2013年10月14日付チャートよりDVDとBDの売り上げを合算し一本化したチャートに変更されている[44]。
- 本（BOOK・コミック・文庫）ランキング　1995年2月6日付 - 2001年3月26日付、2008年4月7日付[45] -
- TikTok音楽チャート　2024年8月22日付[46][47] -
TikTokとの連携により発表している動画作成数・再生数・ユーザーエンゲージメントなどを基にしたランキング。

### 過去
- LPランキング　1970年1月5日付 - 1989年11月27日付
- CTランキング　1974年12月2日付 - 1995年11月27日付
- カートリッジランキング　1974年12月2日付 - 1978年4月24日付
- CDランキング　1984年2月6日付[48] - 1997年4月21日付
- MDランキング　1994年ごろ（枚数非公表）
- ロングヒット・アルバム・カタログランキング　2001年4月2日付 - 終了時期不明
発売から2年を経過したアルバムのみのチャート。ビルボードとは異なり、カタログランキングにランクインされたアルバムが通常のアルバムチャートの集計対象外になることはない。
- レンタルCDランキング（シングル・アルバム）　1998年12月7日付（試験的に開始[49]） - 2018年2月ごろ[50]
- トラックスチャート　2004年9月6日付 -  [51] - 2008年3月31日付[52]
シングル・アルバムの売上やラジオ・CS放送・有線放送のオンエア、カラオケのリクエスト回数、着信メロディのダウンロード件数などを総合的に集計し算出した「楽曲」の総合チャート[53]。ビルボードのHot 100に相当する。
第1回の1位はORANGE RANGEの「チェスト」[51]、最後の1位は宇多田ヒカルの「Fight The Blues」[52]。
- PC音楽配信ランキング　2006年10月 - 終了時期不明
- 着うたランキング　2006年10月 - 終了時期不明
- 着うたフルランキング　2006年10月 - 終了時期不明
現在のデジタルシングル・アルバムランキングが発表される以前、ネットレイティングスとの業務提携により作成していたもの[54]。
- LDランキング　1984年2月6日付 - 2000年1月31日付
- セルビデオランキング　1984年2月6日付 - 2005年5月30日付
- VHDランキング　1984年2月6日 - 1989年11月27日付
- ゲームソフトランキング　1995年2月20日付 - 2005年11月28日付
- ニューメディア（SACD・DVD-Audio）ランキング　2004年1月 - 2005年ごろ
- スマートフォンアプリ（iPhone用・Android用）ランキング　2010年12月 - 2012年3月
- 全ジャンル（CD（シングル・アルバム）・コミック・ビデオ・DVD・ゲーム・LD）のランキング 1999年5月24日付 - 2001年4月2日付
  - ALL MEDIA RANKING BEST30 1999年5月24日付 - 7月12日付
  - CROSS MEDIA RANKING BEST30 1999年7月19日付 - 2000年2月28日付

レインボーランキング 30（CROSS MEDIA RANKING BEST）2000年3月13日付 - 2001年4月2日付
全ジャンルのランキングは、オリコン誌が合併号となった場合、ランキングが発表されないこともあった（2000年3月3日付など）。
1995年1月16日号では、シングル・アルバムの両方のチャートの掲載がなかったがCD以外のビデオ・LD・視聴率のランキングなどは掲載された。
合併号の翌週号では、シングル・アルバムのチャートは2週分掲載されていた。
- 期待度シングルランキング　開始時期不明 - 2020年4月3日付（2020年3月13日 - 2020年3月16日）[55]
- 期待度アルバムランキング　開始時期不明 - 2020年4月3日付（2020年3月13日 - 2020年3月16日）[56]
オリコン・モニターリサーチ会員からのアンケート結果をもとに指数化していた。

### 集計方法の変移
- LPランキングについては、販売枚数の減少から1988年12月5日付より50位まで、さらに翌年の1989年6月5日付より20位までの発表となったが、同年の最終週となる1989年11月27日に終了した。LPランキング最後の1位作品は、光GENJIの『Hello…I Love You』。CTランキングも同じ理由で1993年1月11日付より50位までの発表となり、1995年の最終週となる1995年11月27日に終了した。CTランキング最後の1位作品は、藤あや子の『ヒット全曲集'96』。CDランキングは開始当時は30位まで、1985年4月1日付より50位まで、1986年4月7日付より100位までの発表となった。
- LP・カセット・CDなどが統合されたアルバムチャートが存在しなかった1987年9月以前の「アルバムランキングの歴代1位獲得作品」の公式記録は、1970年1月5日付 - 1986年3月31日付はLPランキング、1986年4月7日付 - 1987年9月28日付はLP＆TAPESランキング（LP＆カセットテープチャート）が用いられている（2007年現在）[57]。
- 2001年5月7日付から累計売上ではそれ以前から合算されることも多かった同内容で型番が異なる媒体が合算されるようになった。
- 2002年12月2日付からシングルランキング200位、アルバムランキング300位までの売上を集計するようになった[注釈 11]。それ以前も101位 - 200位の順位は発表されていたが、売上枚数は発表されていなかった。
- 2002年12月2日付からシングルランキング、アルバムランキングの集計単位が10枚単位から1枚単位に変更された。1984年2月6日付 - 1987年4月27日付のCDチャートも1枚単位の集計だった。
- 2003年2月10日付からは、シングルランキングにおいて過去に8cm盤で発売されたシングルが12cm盤で再発された場合も、すべて合算されるようになった。適用第1号はB'zの『BE THERE』 - 『裸足の女神』の再発。
- 2003年12月1日付からアルバムランキングに輸入盤の売上が加算されるようになった[58]。それ以前も通常のアルバムチャートとは別個に外資系ショップチャート（1994年1月10日付 - 2001年4月23日付）、輸入盤ランキング（2001年4月30日付 - ）が集計されていた。
- 2009年3月2日付デイリー集計データ以降、CDデイリーランキングでの指数表示を推定売上枚数表示とした[59]。
- 2009年9月1日からイベントにおける売上施策への措置として「一般小売店頭での消化枚数に対し週間で3割、もしくは3,000枚までを上限」とすることとした。
- 2012年12月5日付からミュージック・カードをシングルの集計対象に算入していたが、

「ランキングの妥当性及び一般的な社会通念に照らして、相当ではないと考えざるを得ない」ためとし、2015年4月6日付より不算入とした。
- 2017年1月20日リリースにおいて、「販売施策イベントに基づく売上」について、算入に一定の制限を行うことを再度表明[61]。
- 2017年9月8日リリースにおいて、イベント売上について「購入者数×2枚」としていたチャート算入上限を「購入者数×3枚」に上限変更する旨を表明[62]。
- DVDランキングの集計対象は2002年4月以前は50位まで、2003年6月以前は100位まで、それ以後は300位までである[63]。
- 2020年3月27日リリースにおいて、新型コロナウイルス感染症の世界的流行に伴うイベントの延期・拡大に対応する目的で、アーティスト参加型販売施策イベントの集計ルールを従来の「発売前3か月以内に実施されたイベント」から「イベント実施延べ日数90日以内」に変更する旨を表明した[64]。この措置は2023年5月31日発売商品まで適用される[65]。

### 音楽ジャンルの分類
従来オリコンでは、邦楽ジャンルは「フォーク&ロック」「ポップス」「演歌」「その他」の4部門、それに「洋楽」を加えた全5部門に分類していたが、音楽の多様化に伴い2001年4月30日付から邦楽ポピュラー（J-POP）を「ポップス、ボーカル」「ロック」「パンク」「オルタナティブ」「R&B、ヒップホップ、ソウル」「レゲエ」「ダンス」「ハードロック、ヘヴィメタル」「アダルトコンテンポラリー」「フォーク」「トランス」「テクノ、ハウス」「ノンジャンル、その他」の13部門に、その他の邦楽を「演歌、歌謡」「ジャズ、クラシック、ニューエイジ、サントラ、インストゥルメンタル」「キッズ、ファミリー、純邦楽、民謡、語り、実用等」の3部門に細分化することになった。

### チャート用語

#### 初動
「初動」とは、発売日からの1週間もしくは発売した日から最初のオリコン結果発表する月曜日までの間の売上のこと。1週目での売上は「初動売上枚数」と呼ばれる。マスコミなどでも「初動売上○万枚を記録」といった言葉で喧伝される。

#### 赤丸
オリコンチャートでは、初登場や売上が伸びている作品を赤字で（あるいは赤丸をつけて）表記しており、これを「赤丸急上昇」と呼んでいる。これらはチャート順位の浮き沈みで付けられているのではなく、前週よりも多くの枚数を売り上げたもしくは「今後売れ行きが伸びると予測される」作品に付けられるもので、ごくまれにチャート順位が下がっているにもかかわらず、この現象が起きることがある。英語では同様の現象を「with a bullet」と呼ぶ。

#### 左ページ
業界誌『コンフィデンス』ではCDチャートページにおいて、見開き2ページを用いて、左ページの上から下までに1位 - 50位を並べ、右ページの上から下までに51位から100位まで並べていたため、「（オリコンの）左ページ」という言葉がオリコンチャート50位以内を指す隠語として使われていた。この「左ページ」に載ることが新人アーティストの目標の一つともされていた。

#### フラゲ
「フライングゲット」の略称で、通常日本においてCD・DVDなどの作品は水曜日に発売されることが多いが、1日早く入荷されたものを火曜日に入手することを指す。実際、オリコンのデイリーチャートでも火曜日の売上に集計されている。また、フラゲ日にあたる火曜日が祝日の場合は、月曜日に店頭発売されることがあり、この場合はウィークリーチャートの集計期間が月曜日から日曜日までの丸1週間となる。

## オリコン アーティストシングル・アルバム総売上
2019年4月現在
1. B'z／8262.4万枚
2. AKB48／6005.3万枚
3. Mr.Children／6001.0万枚
4. 浜崎あゆみ／5070.8万枚
5. サザンオールスターズ／4897.0万枚[注釈 13][70]

## オリコンチャートにおける初記録

### シングル（週間）
- オリコン初のシングル首位を獲得した曲：ラブユー東京（1968年1月4日付、歌手：黒沢明とロス・プリモス）[71][72]
  - プレチャート初の首位を獲得した曲：北国の二人（1967年11月2日付、歌手：ジャッキー吉川とブルー・コメッツ）[73]
- 初の初登場トップ10曲：シー・シー・シー（1968年7月15日付、歌手：ザ・タイガース）[74]
- 初の初登場1位曲：およげ!たいやきくん（1976年1月12日付、歌手：子門真人）[74]
  - 外国人では：ビューティフル・サンデー（1976年3月22日付、歌手：ダニエル・ブーン）[75]
  - ノンタイアップ曲では：パールカラーにゆれて（1976年10月4日付、歌手：山口百恵）[74]
  - 12インチシングルでは：DANCING SHOES（1985年7月8日付、歌手：松田聖子）[76]
  - 演歌では：あじさい橋（1986年6月23日付、歌手：城之内早苗）[77]
  - インディーズでは：Dance My Generation（2013年1月14日付、歌手：ゴールデンボンバー）[78]
- 初の初登場トップ10を獲得したデビューシングル：哀愁でいと（1980年6月30日付、歌手：田原俊彦）[74]
  - 演歌では：浪花いろは節（2004年9月6日付、歌手：関ジャニ∞）[79]
- 初の初登場1位を獲得したデビューシングル：スニーカーぶる〜す（1980年10月22日付、歌手：近藤真彦）[74]
  - 女性では：TENCAを取ろう! -内田の野望-（1994年10月31日付、歌手：内田有紀）[74]
  - 外国人では：Let me cry（2011年5月9日付、歌手：チャン・グンソク）[80]
  - 外国人グループでは：Bo Peep Bo Peep（2011年10月10日付、歌手：T-ARA）[81]
- 初の平成生まれで首位を獲得した歌手とその曲：高橋瞳（1989年（平成元年）4月8日生まれ）（2005年4月24日付、僕たちの行方）[82]
  - グループおよび男性では：Hey! Say! 7（2007年8月13日付、Hey! Say!）[83][注釈 14]
- 初の首位を獲得した12インチシングル：親父の一番長い日（1979年10月29日付、歌手：さだまさし）[76]
- 初の首位を獲得したインストゥルメンタル曲：ウラBTTB（1999年6月28日付、演奏者：坂本龍一）[84][85][86][87]
- 初の0歳代（10歳未満）で首位を達成した日本人歌手（ソロ及びグループの主要メンバー）とその曲：皆川おさむ（1969年11月10日付、黒ネコのタンゴ）[88]
- 初の50歳代で首位を達成した歌手（アーティスト基準）とその曲：石原裕次郎（1987年8月24日付、北の旅人）[89][注釈 15]
- 初の60歳代で首位を達成した歌手（アーティスト基準）とその曲：秋元順子（2009年1月26日付、愛のままで…）[90][注釈 16]
- 初の70歳代でトップ10入りを達成した歌手（単独名義のみ）とその曲：北島三郎（2010年1月18日付、夫婦一生）[91][注釈 17]
- 初の西暦4年代連続での首位を獲得した歌手：中島みゆき（2003年1月20日付、1970年代 - 2000年代）[92]
  - グループ：サザンオールスターズ（2013年8月19日付、1980年代 - 2010年代）[93]
- 初の年齢4年代連続で首位を達成した歌手（ソロアーティストのみ）：桑田佳祐（2019年1月14日付、30代 - 60代）[94]
- 初の3曲同時トップ5入りを達成した歌手とその曲：L'Arc〜en〜Ciel（1998年7月20日付[95]、HONEY・浸食 〜lose control〜・花葬）
- 初の2曲同時トップ10入りを達成した歌手とその曲：ピンキーとキラーズ（1969年1月13日付、恋の季節・涙の季節）[74]
- 初の3曲同時トップ10入りを達成した歌手とその曲：チェッカーズ（1984年5月14日付、哀しくてジェラシー・涙のリクエスト・ギザギザハートの子守唄）[74]
- 初の4曲同時トップ10入りを達成した歌手とその曲：globe（1998年10月26日付、perfume of love・Sa Yo Na Ra・sweet heart・wanna Be A Dreammaker）[74]
- 初の9曲同時トップ10入りを達成した歌手とその曲：B'z（2003年4月7日付、IT'S SHOWTIME!!・BE THERE・ZERO・愛のままにわがままに 僕は君だけを傷つけない・LADY NAVIGATION・Easy Come, Easy Go!・ALONE・BLOWIN'/TIME・太陽のKomachi Angel）[96][97][注釈 18]
  - 初の5〜8曲同時トップ10入りも同時に達成された[96][97]。
- 初の10曲同時トップ50入りを達成した歌手：山崎まさよし（2002年6月10日付）[98][99][注釈 19]
- 初の14曲同時トップ100入りを達成した歌手：サザンオールスターズ（1988年7月11日付）[100]
- 初の16曲同時トップ100入りを達成した歌手：松任谷由実（1989年7月10日付）[100]
- 初の44曲同時トップ100入りを達成した歌手：サザンオールスターズ（2005年7月4日付）[100][101][102][注釈 20]
- 初の同一楽曲による9曲同時トップ30入りを達成した歌手：GLAY（2004年6月7日付）[103][注釈 21]
- 初の1位・2位独占を達成した歌手とその曲：藤圭子（1970年5月25日付、圭子の夢は夜ひらく・女のブルース）[74]
- 初の2度のタイミングでの1位・2位独占を達成した歌手：L'Arc〜en〜Ciel（1998年10月26日付）[104]
- 初のトップ3独占を達成した歌手とその曲：関ジャニ∞（2010年1月4日付、GIFT 〜白〜・GIFT 〜赤〜・GIFT 〜緑〜）[105]
- 初のトップ5独占を達成した音楽プロデューサーとその曲：小室哲哉（1996年4月15日付、Don't wanna cry・I'm proud・FREEDOM・Baby baby baby・Love & Peace Forever）[106]
- 洋楽初のシングル首位を獲得した曲：マサチューセッツ（1968年4月1日付、歌手：ビージーズ）[74][72]
- 演歌歌手初のシングル首位を獲得した歌手とその曲：千昌夫（1968年6月3日付、星影のワルツ）[72]
- インディーズ初のシングル首位を獲得した曲：ヨロコビノウタ（2003年12月22日付、歌手：モンゴル800）[107]
  - 女性では：元気種☆（2015年1月12日付、歌手：仮面女子）[107]
- クラシック歌手初のシングル首位を獲得した歌手とその曲：秋川雅史（2007年1月22日付、千の風になって）[72][108]
- 声優初のシングル首位を獲得した歌手とその曲：水樹奈々（2010年1月25日付、PHANTOM MINDS）[109]
- 初の首位を獲得した外国人ヒップホップ歌手とその曲：防弾少年団（2015年6月29日付、FOR YOU）[110]
- 初の首位を獲得したキャラクター名義での歌手とその曲
  - テレビドラマ：風間三姉妹（1987年10月26日付、Remember）[111]
  - 映画：YEN TOWN BAND（1996年10月7日付、Swallowtail Butterfly 〜あいのうた〜）[112]
  - アニメ：放課後ティータイム（2010年5月10日付、GO! GO! MANIAC）[113]
    - 同日付チャートで「Listen!!」も2位に入り、同時にアニメキャラクター名義での歌手史上初の1位・2位独占も達成[113]。
- 初の5曲同時トップ10入りを達成した同一作品のキャラクター名義での歌手：アイドルマスター シンデレラガールズ（2012年4月30日付）[114]
- 初の初ランクインから100週連続トップ50入りした曲：Lemon（2020年2月17日付、歌手：米津玄師）[115]
- 初の初ランクインから100週連続トップ100入りした曲：夢追い酒（1980年2月11日付、歌手：渥美二郎）[116]
  - 初の初ランクインから100週連続トップ100入りしたデビューシングル：Imitation Rain/D.D.（2021年12月27日付、歌手：SixTONES vs Snow Man）[116]
- 初の20年連続でトップ100入りした曲：クリスマス・イブ（2005年12月19日付、歌手：山下達郎）[117]
- 初の30年連続でトップ100入りした曲：クリスマス・イブ（2015年12月28日付、歌手：山下達郎）[118]
- 初の20曲連続で首位を獲得した歌手とその曲：松田聖子（1985年7月8日付、DANCING SHOES）[76]
- 初の20曲連続で初登場首位を獲得した歌手とその曲：B'z（1998年4月20日付、さまよえる蒼い弾丸）[119]
- 初の30曲が首位を獲得した歌手とその曲：B'z（2003年4月7日付、IT'S SHOWTIME!!）[120]
- 初の40曲が首位を獲得した歌手とその曲：B'z（2007年10月15日付、SUPER LOVE SONG）[121]
- 初の50曲が首位を獲得した歌手とその曲：嵐（2018年3月5日付、Find The Answer）[122]
- 初の50曲連続で初登場首位を獲得した歌手とその曲：B'z（2023年7月24付、STARS）[123]
- 初の40曲がトップ10入りした歌手とその曲：サザンオールスターズ（2004年12月6日付、愛と欲望の日々/LONELY WOMAN）[124]
- 初の50曲がトップ10入りした歌手とその曲：モーニング娘。（2012年7月16日付、One・Two・Three/The 摩天楼ショー）[125]
- 初のデビュー作から10曲連続で首位を獲得した歌手とその曲：KinKi Kids（2000年7月3日付、夏の王様/もう君以外愛せない）[126]
- 初のデビュー作から20曲連続で首位を獲得した歌手とその曲：KinKi Kids（2005年1月3日付、Anniversary）[127][128]
- 初のデビュー作から30曲連続で首位を獲得した歌手とその曲：KinKi Kids（2010年12月13日付、Family 〜ひとつになること）[129]
- 初のデビュー作から40曲連続で首位を獲得した歌手とその曲：KinKi Kids（2018年12月31日付、会いたい、会いたい、会えない。）[130]
- 初のデビュー作から30曲連続でトップ5入りした歌手とその曲：V6（2007年2月12日付、HONEY BEAT/僕と僕らのあした）[131]
- 初のデビュー作から50曲連続でトップ10入りした歌手とその曲：SMAP（2013年6月17日付、Joy!!）[132]
- 初のデビュー作から30曲連続で初登場トップ10入りした歌手：田原俊彦[133]
- 初のデビュー作から40曲連続でトップ10入りしたソロ歌手とその曲：倉木麻衣（2014年9月8日付、無敵なハート/STAND BY YOU）[134]
- 初の10年連続で首位を獲得した歌手とその曲：B'z（1999年6月21日付、ギリギリchop）[133]
- 初の20年連続で首位を獲得した歌手とその曲：B'z（2009年8月17日付、イチブトゼンブ/DIVE）[135]
- 初のデビューから10年連続で首位を獲得した歌手とその曲：KinKi Kids（2006年1月2日付、SNOW! SNOW! SNOW!）[136]
- 初のデビューから20年連続で首位を獲得した歌手とその曲：KinKi Kids（2016年8月1日付、薔薇と太陽）[137]
- 初の親子で首位を獲得した歌手とその曲[138]
  - 母：藤圭子（1970年3月30日付、女のブルース）
  - 子：宇多田ヒカル（1999年3月1日付、Movin' on without you）
- 初の親子でデビュー作首位を獲得した歌手とその曲[138]
  - 父：岡本健一（男闘呼組のメンバーとして）（1988年9月6日付、DAYBREAK）
  - 子：岡本圭人（Hey! Say! JUMPのメンバーとして）（2007年11月26日付、Ultra Music Power）
- 初の親子同時チャート入りを達成した歌手とその曲[139]
  - 父：北島三郎（年輪）
  - 子：MAKOTO（1st BLOODのメンバーとして）（American Dream）
- 初の首位を獲得した日本以外のアジア出身歌手とその曲
  - ソロ：欧陽菲菲（台湾出身。1971年11月8日付、雨の御堂筋）[140]
  - グループ（日本人を含まない）：東方神起（韓国出身。2008年1月16日付、Purple Line）[141]
    - より厳密には、ヘドバとダビデ（イスラエル出身。1971年4月19日付、ナオミの夢）[141]

  - 男性歌手（日本人を含むグループのメンバー）：GOLF&MIKE（タイ出身、山下智久とのユニット「GYM」として。2006年9月11日付、フィーバーとフューチャー）[142]
- 平成初のシングル首位を獲得した曲：恋一夜（1989年1月23日付、歌手：工藤静香）[143]
- 21世紀初のシングル首位を獲得した曲：fragile/JIRENMA（2001年1月15日付、歌手：Every Little Thing）[144]
- 令和初のシングル首位を獲得した曲：キュン（2019年5月13日付、歌手：日向坂46）[145]
- 初の平成と令和の両方でシングル首位を獲得した曲：キュン（2019年[平成31年]4月8日付および2019年[令和元年]5月13日付、歌手：日向坂46）[146][147]
- 初の総合トップ100に洋楽シングルがランクインしなかった週：1989年6月26日付[148]
- 初のトップ9が週間売上10万枚を超えた週：1993年2月22日付[149]
- 初の100万枚を突破したシングル：帰って来たヨッパライ（1968年2月15日付、歌手：ザ・フォーク・クルセダーズ）[74][150]
- 初の200万枚を突破したシングル：恋の季節（1969年3月3日付、歌手：ピンキーとキラーズ）[74]
- 初の300万枚を突破したシングル：女のみち（1973年4月30日付、歌手：宮史郎とぴんからトリオ）[74]
- 初の400万枚を突破したシングル：およげ!たいやきくん（1976年3月8日付、歌手：子門真人）[74]
- 初の100万枚を突破したアイドルのマキシシングル：ALL MY TRUE LOVE（1998年11月30日付、歌手：SPEED）[104]
- 初の100万枚を突破したクラシック歌手のシングル：千の風になって（2007年8月20日付、歌手：秋川雅史）[151]
- 初の初動売上100万枚を突破したシングル：名もなき詩（1996年2月19日付、歌手：Mr.Children）[74]
- 初の初動売上100万枚を突破したデビューシングル：Imitation Rain/D.D.（2020年2月3日付、歌手：SixTONES vs Snow Man）[152]
- 初のシングル総売上1000万枚を突破した歌手：ピンク・レディー（1979年4月16日付、11枚目のシングル「ジパング」にて達成）[74]
- 初のシングル総売上2000万枚を突破した歌手：B'z（1997年3月17日付）[153]
- 初のシングル総売上3000万枚を突破した歌手：B'z（2003年4月7日付）[154]
- 初のシングル総売上4000万枚を突破した歌手：AKB48（2016年9月12日付）[155]
- 初のシングル総売上5000万枚を突破した歌手：AKB48（2018年10月1日付）[156]

### シングル（デイリー）
- 初のトップ10独占を達成した歌手とその曲：B'z（2003年3月26日付、1位：IT'S SHOWTIME!! - 11位：愛しい人よGood Night...まで上位11曲を独占）[157][注釈 18]
- 初の初日売上100万枚を突破したシングル：フライングゲット（2011年8月23日付、歌手：AKB48）[158]

### シングル（年間）
- 初の年間1位・2位を独占した歌手とその曲：宮史郎とぴんからトリオ（1973年、1位：女のみち、2位：女のねがい）[159]
- 初の年間トップ3を独占した歌手とその曲：ピンク・レディー（1978年、1位：UFO、2位：サウスポー、3位：モンスター）[160]
- 初の年間トップ5を独占した歌手とその曲：AKB48（2011年、1位：フライングゲット、2位：Everyday、カチューシャ、3位：風は吹いている、4位：上からマリコ、5位：桜の木になろう）[160]
  - 初の年間トップ4の独占も同時に達成された[160]。
- 初の2年連続年間首位を達成した歌手：宮史郎とぴんからトリオ（1972年・1973年）[161]
- 初の3年連続年間首位を達成した歌手：AKB48（2010年〜2012年）[161]
  - その後記録を10年連続年間首位まで伸ばす（2010年〜2019年）[162]
- 初の2年連続年間首位を達成した曲：女のみち（1972年・1973年、歌手：宮史郎とぴんからトリオ）[163]
- 初の週間最高2位以下で年間首位を達成した曲：夢追い酒（1979年、歌手：渥美二郎）[164]
- 初の年間シングル総売上1000万枚を突破した作曲家（1976年以後）：織田哲郎（1993年）[165]
- 初の映画タイアップで年間首位を達成した曲：瞳をとじて（2004年、歌手：平井堅）[164]

### アルバム（週間）
- オリコン初のアルバム首位を獲得した作品：花と涙／森進一のすべて（1970年1月5日付（LPチャート）、歌手：森進一）[57][166]
  - オリコン初のCDチャート首位を獲得した作品：BEST AKINA メモワール（1984年2月6日付、歌手：中森明菜）[48]
- 初の初登場1位アルバム：かぐや姫フォーエバー（1975年3月17日付（LPチャート）、歌手：かぐや姫）[57]
  - インディーズ：Street Story（2003年4月28日付、歌手：HY）[167]
  - 演歌・歌謡：KJ2 ズッコケ大脱走（2007年6月18日付、歌手：関ジャニ∞）[168]
  - クラシック（クラシカル・クロスオーバー）：A Classical（2013年1月21日付、歌手：浜崎あゆみ）[169]
- 初の初登場トップ10を獲得したクラシックアルバム：image（2001年8月23日付）[170]
  - コンピレーション・アルバムを除くと：ニューイヤー・コンサート2002（2002年1月19日付、演奏者：小澤征爾、ウィーン・フィルハーモニー管弦楽団）[170]
- 初の初登場トップ10を獲得した（メジャー）ファーストアルバム：《未編集》
  - 演歌・歌謡：雨／あなたが帰る時（1972年12月18日付、歌手：三善英史）[171]
  - インストゥルメンタル：Let's Go!!!（2005年5月30日付、歌手：DEPAPEPE）[172]
- 初の初登場1位を獲得した（メジャー）ファーストアルバム：Feel Happy（1978年3月6日付、歌手：原田真二）
  - 外国人：LISTEN TO MY HEART（2002年3月25日付、歌手：BoA）[173]
  - 洋楽：t.A.T.u.（2003年3月17日付、歌手：t.A.T.u.）[173][174]
  - 外国人男性：FIVE TREASURE ISLAND（2011年5月30日付、歌手：FTISLAND）[173]
- 初の首位を獲得したサウンドトラック：小さな恋のメロディ（1971年9月20日付）
  - アニメ：宇宙戦艦ヤマト（1977年8月29日 - 1977年10月3日付（LPチャート）、歌手：ささきいさお）[175]
  - コンピュータゲーム：交響組曲「ドラゴンクエストIV」導かれし者たち（1990年3月26日付、指揮：すぎやまこういち、演奏：NHK交響楽団）[176]
  - ミュージカル：KOICHI DOMOTO Endless SHOCK Original Sound Track（2006年1月23日付、歌手：堂本光一）[177]
  - テレビドラマ：A.N.JELL WITH TBS系金曜ドラマ『美男ですね』MUSIC COLLECTION（2011年10月17日付、歌手：A.N.JELL）[178]
- 演歌・歌謡曲初の首位を獲得した歌手とそのアルバム：森進一（1970年1月5日付（LPチャート）、花と涙／森進一のすべて）[57]
- 洋楽初の首位を獲得した歌手とそのアルバム：サイモン&ガーファンクル（1971年1月18日付（LPチャート）、サイモン&ガーファンクル）[57]
- 初の首位を獲得したバラエティ番組のコンピレーション・アルバム：およげ!たいやきくん（1976年2月23日付 - 1976年3月29日付（LPチャート））[179]
- 初の首位を獲得したキャラクター名義での歌手とそのアルバム
  - 映画：YEN TOWN BAND（1996年9月30日付、MONTAGE）[180]
  - アニメ：放課後ティータイム（2009年8月3日付、放課後ティータイム）[180]
  - 男性声優：TRIGGER（2017年10月2日付、REGALITY）[181]
- 初の首位を獲得したトリビュート・アルバム：hide TRIBUTE SPIRITS（1999年5月10日付）[182]
- 初の首位を獲得したクラシック音楽のレーベルから発売されたアルバム：image（2001年10月2日付）[183]
- インディーズ初の首位を獲得したアルバム：MESSAGE（2002年4月29日付[184]、歌手：モンゴル800）[185]
- 初の首位を獲得したアニメ主題歌のコンピレーション・アルバム：鋼の錬金術師 COMPLETE BEST（2004年10月25日付）[175]
- 声優初の首位を獲得した歌手とそのアルバム：水樹奈々（2009年6月15日付、ULTIMATE DIAMOND）[186]
- 初の首位を獲得した音声合成ソフトをボーカルに用いたアルバム：EXIT TUNES PRESENTS Vocalogenesis feat.初音ミク（2010年5月31日付）[187]
- 初の首位を獲得した令和デビューの歌手とそのアルバム：BALLISTIK BOYZ from EXILE TRIBE（2019年6月3日付、BALLISTIK BOYZ）[188]
- 初の0歳代（10歳未満）でトップ10入りを達成した歌手（アーティスト基準）とそのアルバム：芦田愛菜（2011年12月5日付、Happy Smile!）[189]
- 初の50歳代で首位を達成した歌手（アーティスト基準）とそのアルバム：井上陽水（1999年9月13日付、GOLDEN BEST）[190]
- 初の60歳代で首位を達成した歌手（アーティスト基準）とそのアルバム：小田和正（2007年12月10日付、自己ベスト-2）[191]
- 初の70歳代で首位を達成した歌手（ソロアーティストのみ）とそのアルバム：矢沢永吉（2019年9月16日付、いつか、その日が来る日まで…）[192][注釈 22]
- 初の韓国出身歌手が1位・2位独占を達成した週：2011年12月26日付（1位：スーパーガール（歌手：KARA）、2位：THE BEST OF BIGBANG（歌手：BIGBANG））[193]
- 初の1位・2位独占を達成したアニメ作品のアルバム：けものフレンズ（2017年6月19日付、TVアニメ「けものフレンズ」ドラマ&キャラクターソングアルバム「Japari Cafe」、TVアニメ「けものフレンズ」オリジナルサウンドトラック）[194]
- 初の3度のタイミングでの1位・2位独占を達成した歌手：Mr.Children（2022年5月23日付）[195]
- 初の3作同時に初登場トップ10入りを達成した歌手：TMN（1994年7月4日付）[196]
- 初の4作同時に初登場トップ10入りを達成した歌手：浜崎あゆみ（2011年5月2日付）[196]
- 初の西暦4年代連続での首位を獲得した歌手：松任谷由実（2001年11月26日付、1970年代 - 2000年代）[197]
  - 男性：徳永英明（2010年5月3日付、1980年代 - 2010年代）[197]
  - グループ：サザンオールスターズ（2015年4月13日付、1980年代 - 2010年代）[198]
- 初の西暦5年代連続での首位を獲得した歌手：松任谷由実（2012年12月3日付、1970年代 - 2010年代）[199]
  - 男性：桑田佳祐（2021年9月27日付、1980年代 - 2020年代）[200]
- 初の西暦6年代連続での首位を獲得した歌手：松任谷由実（2022年10月17日付、1970年代 - 2020年代）[201]
- 初のオリジナルアルバム（新曲中心）が西暦4年代連続での首位を獲得した歌手：竹内まりや（2014年9月22日付、1980年代 - 2010年代）[202]
  - グループ：サザンオールスターズ（2015年4月13日付、1980年代 - 2010年代）[198]
- 初の年齢5年代連続で首位を達成した歌手（ソロアーティストのみ）：松任谷由実（2016年11月14日付、20代 - 60代）[203]
  - 男性：山下達郎（2022年7月4日付、20代 - 60代）[204]
- 21世紀初の首位を獲得したアルバム：Very best（2001年1月15日付、歌手：V6）[144]
- 令和初の首位を獲得したアルバム：FANCY YOU（2019年5月13日付、歌手：TWICE）[205]
- 初の昭和・平成・令和での首位を獲得した歌手：矢沢永吉（2019年[令和元年]9月16日付）[192][200]
  - 女性：竹内まりや（2019年[令和元年]9月23日付）[203]
- 初の20作が首位を獲得した歌手とそのアルバム：松任谷由実（1998年11月16日付、Neue Musik）[206]
  - 男性およびグループ：B'z（2006年7月10日付、MONSTER）[206][207]
- 初の30作が首位を獲得した歌手とそのアルバム：B'z（2021年12月20日付、FRIENDS III）[208]
- 初の40作がトップ10入りした歌手とそのアルバム：矢沢永吉[209]
  - 女性：松任谷由実（2004年11月22日付、VIVA! 6×7）[210]
- 初めてオリジナル版と再ミックス版の双方で週間1位を獲得したアルバム：ザ・ビートルズ1（オリジナル版・2000年11月27日付、最新ミックス版・2015年11月16日付、歌手：ザ・ビートルズ）[211]
- 初の300週連続ランクインを達成したアルバム：自己ベスト（2008年1月28日付、歌手：小田和正）[212]
- 初の通算400週ランクインを達成したアルバム：自己ベスト（2010年5月3日付、歌手：小田和正）[213]
- 初の通算500週ランクインを達成したアルバム：自己ベスト（2013年6月3日付、歌手：小田和正）[214]
- 初の200万枚を突破したアルバム：TREE（1992年1月13日付[215]、歌手：CHAGE and ASKA）[216]
- 初の300万枚を突破したアルバム：The Swinging Star（歌手：DREAMS COME TRUE）[217]
- 初の400万枚を突破したアルバム：globe（歌手：globe）[218]
- 初の500万枚を突破したアルバム：B'z The Best "Pleasure"（1998年11月2日付、歌手：B'z）[219][95]
- 初の600万枚を突破したアルバム：First Love（1999年5月31日付、歌手：宇多田ヒカル）[220]
- 初の700万枚を突破したアルバム：First Love（1999年8月16日付、歌手：宇多田ヒカル）[220][133]
- 洋楽初の200万枚を突破したアルバム：メリー・クリスマス（1996年1月1日付、歌手：マライア・キャリー）[221]
- インディーズ初の100万枚を突破したアルバム：MESSAGE（2002年4月15日付、歌手：モンゴル800）[222]
- インディーズ初の200万枚を突破したアルバム：MESSAGE（2002年7月8日付、歌手：モンゴル800）[223]
- 初の200万枚を突破したアイドルグループのアルバム：RISE（1998年8月17日付、歌手：SPEED）[95]
- 初の100万枚を突破したライブアルバム：爆笑スーパーライブ第1集!中高年に愛をこめて…（2008年11月17日付、トーク：綾小路きみまろ）[224]
- 初の初動売上100万枚を突破したアルバム：DAWN PURPLE（1991年12月2日付、歌手：松任谷由実）[225]
  - 男性：IN THE LIFE（1991年12月9日付、歌手：B'z）[225]
  - 男性ソロ：Love（1997年12月1日付、歌手：河村隆一）[226]
- 初の初動売上200万枚を突破したアルバム：REVIEW-BEST OF GLAY（1997年10月13日付、歌手：GLAY）[227]
- 初の初動売上300万枚を突破したアルバム：Distance（2001年4月9日付、歌手：宇多田ヒカル）[228]
- 洋楽初の初動売上100万枚を突破したアルバム：The Ones（1998年11月30日付、歌手：マライア・キャリー）[104]
- 初の西暦3年代連続での100万枚突破を達成した歌手：井上陽水（1999年10月11日付、1970年代 - 1990年代[注釈 23]）[229]
- 初の年齢4年代連続での100万枚突破を達成した歌手：安室奈美恵（2017年11月20日付、10代 - 40代）[230]
- 初のアルバム総売上3000万枚を突破した歌手：B'z（1998年10月5日付）[231]
  - ソロ歌手：松任谷由実（2012年12月3日付）[199]
- 初のアルバム総売上4000万枚を突破した歌手：B'z（2005年4月18日付）[232]

### アルバム（年間）
- 初の2年連続年間首位を達成したアルバム：氷の世界（1974年・1975年、歌手：井上陽水）[233]
- 初の年間1位・2位を独占した歌手とそのアルバム：井上陽水（1975年、1位：氷の世界、2位：二色の独楽）[234]
- 初の週間最高2位以下で年間首位を達成したアルバム：Finally（2018年、歌手：安室奈美恵）[注釈 24]

### シングル・アルバム双方（週間）
- 初のシングル・アルバム両ランキングで1位を獲得したインディーズ歌手：MONGOL800[235]
- 初のシングル・アルバム両ランキングで初登場1位を獲得したインディーズ歌手：ゴールデンボンバー[235]
- 初のシングル・アルバム両ランキングで同時に初登場1位を獲得した歌手とその作品：松田聖子（1984年11月12日付、シングル：ハートのイアリング、アルバム：SEIKO・TOWN）[127]
- 令和初のシングル・アルバム両ランキングで同時に1位を獲得した歌手とその作品：LiSA（2020年10月26日付、シングル：炎、アルバム：LEO-NiNE）[236]
- 初のシングル・LP・カセットの3ランキングで同時に初登場1位を獲得した歌手とその作品：松田聖子（1984年11月12日付、シングル：ハートのイアリング、LP・カセット：SEIKO・TOWN）[237]
- 初のシングル・アルバム・DVDの3ランキングで同時に1位を獲得した歌手とその作品：浜崎あゆみ（2000年10月9日付、シングル：SURREAL、アルバム：Duty、DVD：ayumi hamasaki concert tour 2000 A 第1幕）[238]
- 初のシングル・アルバム・デジタルシングル（単曲）・ストリーミング・デジタルアルバム・合算シングル・合算アルバムの7ランキングで同時に1位を獲得した歌手とその作品：LiSA（2020年10月26日付、炎・LEO-NiNE）[239]
- 初のシングル・アルバム両ランキングで韓国出身歌手が1位を獲得した週：2011年10月10日付（シングル：Bo Peep Bo Peep（歌手：T-ARA）、アルバム：TONE（歌手：東方神起））[81]
- 初のシングル・アルバムを含めて同時にトップ5入りした姉妹：倖田來未・misono（2006年4月10日付、BEST 〜second session〜・VS）[240]
- 初のシングル・アルバムを含めて70作が首位を獲得した歌手とその作品：B'z（2011年8月8日付、C'mon）[241]
- 初のデビュー作からシングル・アルバムを含めて10作連続で首位を獲得した歌手とその作品：光GENJI（1989年7月31日付、太陽がいっぱい）[242]
- 初のシングル・アルバム総売上5000万枚を突破した歌手：B'z（1998年7月13日付）[243]
  - ソロ歌手：浜崎あゆみ（2012年8月20日付）[243]
  - 女性グループ：AKB48（2017年6月12日付）[244]
- 初のシングル・アルバム総売上8000万枚を突破した歌手：B'z（2011年8月8日付）[241]

### シングル・アルバム双方（年間）
- 初のシングル・アルバム両ランキングで同じ年に年間1位を獲得した歌手：宮史郎とぴんからトリオ[245]
- 初の年間総売上金額100億円を突破した新人歌手：宇多田ヒカル（1999年3月29日付）[246]

### 演歌（週間）
- 初の初登場1位を獲得したデビューシングル：大阪の女（1999年8月9日付、演歌チャートの記録、歌手：島谷ひとみ）[247]
  - グループからのソロデビューを含めると：あじさい橋（1986年6月23日付、演歌チャート・シングルチャートの記録、歌手：城之内早苗）[247]

### カラオケ（週間）
- 初の1位・2位独占を達成した歌手とその曲：シャ乱Q（1996年1月22日付、ズルい女・My Babe 君が眠るまで）[43]
- 初のトップ3独占を達成した歌手とその曲：AKB48（2011年9月19日付、ヘビーローテーション・フライングゲット・Everyday、カチューシャ）[43]
- 初のトップ4独占を達成した映画作品とその曲：アナと雪の女王（2014年9月1日付、レット・イット・ゴー〜ありのままで〜（日本語歌）・雪だるまつくろう（日本語歌）・とびら開けて（日本語歌）・生まれてはじめて（日本語歌））[248]

### カラオケ（年間）
- 初の2年連続年間首位を達成した曲：キセキ（2009年・2010年、歌手：GReeeeN）[249]

### デジタルシングル(単曲)（週間）
- オリコン初のデジタルシングル（単曲）首位を獲得した曲：あなた（2017年12月25日付、歌手：宇多田ヒカル）[250]
- 初のトップ3独占を達成した歌手とその曲：米津玄師（2021年7月5日付、Pale Blue・死神・ゆめうつつ）[251]
- 初のトップ4独占を達成した歌手とその曲：Ado（2022年8月22日付、新時代・風のゆくえ・私は最強・逆光）[252]
- 初の100万ダウンロードを突破した曲：Lemon（2018年5月14日付、歌手：米津玄師）[253]
- 初の200万ダウンロードを突破した曲：Lemon（2019年1月14日付、歌手：米津玄師）[253]
- 初の300万ダウンロードを突破した曲：Lemon（2020年4月27日付、歌手：米津玄師）[253]

### ストリーミング（週間）
- オリコン初のストリーミング首位を獲得した曲：今夜このまま（2018年12月24日付、歌手：あいみょん）[254]
- 初の1位・2位独占を達成した歌手とその曲：あいみょん（2018年12月24日付、今夜このまま・マリーゴールド）[254]
- 初のトップ4独占を達成した歌手とその曲：あいみょん（2019年1月21日付、マリーゴールド・今夜このまま・君はロックを聴かない・愛を伝えたいだとか）[252][255]
  - 初のトップ3独占も同時に達成された[256]
- 初のトップ5独占を達成した歌手とその曲：Ado（2022年8月22日付、新時代・私は最強・逆光・ウタカタララバイ・Tot Musica）[257]
- 初の4曲同時トップ10入りを達成した歌手とその曲：あいみょん（2018年12月24日付、今夜このまま・マリーゴールド・君はロックを聴かない・愛を伝えたいだとか）[254]
- 初の1億再生を突破した曲：Pretender（2019年12月9日付、歌手：Official髭男dism）[258]
- 初の2億再生を突破した曲：Pretender（2020年6月22日付、歌手：Official髭男dism）[259]
- 初の3億再生を突破した曲：Pretender（2021年2月8日付、歌手：Official髭男dism）[260]
- 初の4億再生を突破した曲：夜に駆ける（2021年5月24日付、歌手：YOASOBI）[261]
- 初の5億再生を突破した曲：夜に駆ける（2021年10月4日付、歌手：YOASOBI）[262]
- 初の7億再生を突破した曲：夜に駆ける（2022年11月21日付、歌手：YOASOBI）[263]
- 初の8億再生を突破した曲：夜に駆ける（2023年8月14日付、歌手：YOASOBI）[264]
- 初の9億再生を突破した曲：夜に駆ける（2024年5月6日付、歌手：YOASOBI）[265]
- 初の10億再生を突破した曲：夜に駆ける（2025年6月2日付、歌手：YOASOBI）[266]
- 初の200週連続トップ100入りした曲：マリーゴールド（2022年10月17日付、歌手：あいみょん）[267]

### 合算シングル（週間）
- オリコン初の合算シングル首位を獲得した曲：Stand by you（2018年12月24日付、歌手：SKE48）[33]
- 初の100万ポイントを突破した曲：ジワるDAYS（2019年3月25日付、歌手：AKB48）[268]
- 初の200万ポイントを突破した曲：夜に駆ける（2021年9月27日付、歌手：YOASOBI）[269]
- 初の200万ポイントを突破した女性グループの曲：Step and a step（2021年12月20日付、歌手：NiziU）[270]

### デジタルアルバム（週間）
- オリコン初のデジタルアルバム首位を獲得した作品：Fantome（2016年11月14日付、歌手：宇多田ヒカル）[271]
- 初のトップ5独占を達成した歌手とそのアルバム：嵐（2021年7月26日付、ウラ嵐BEST 1999-2007・ウラ嵐BEST 2016-2020・ウラ嵐BEST 2008-2011・ウラ嵐BEST 2012-2015・5×20 All the BEST!! 1999-2019（Special Edition））[272]
  - 初のトップ3・トップ4独占も同時に達成[272]

### 合算アルバム（週間）
- オリコン初の合算アルバム首位を獲得した作品：ANTI ANTI GENERATION（2018年12月24日付、歌手：RADWIMPS）[34]
- 初の100万ポイントを突破したアルバム：5×20 All the BEST!! 1999-2019（2019年7月8日付、歌手：嵐）[273]
- 初の100万ポイントを突破した外国人歌手のアルバム：BTS, THE BEST（2021年9月13日付、歌手：BTS）[273]

### クロスメディアランキング（週間）
- 初の1位・2位が異なるメディアで、かつ共に100万単位超えを達成した週：1999年10月11日付（1位：globeのアルバム『CRUISE RECORD 1995-2000』、2位：ゲーム『バイオハザード3 LAST ESCAPE』）[274]
- 初の同一歌手によるシングル・アルバムが同時トップ3入り：浜崎あゆみ（1999年11月29日付、1位：アルバム『LOVEppears』、3位：シングル「appears」）[275]

### 映像作品
- オリコン初のDVD首位を獲得した作品：カウボーイビバップ 4th Session（1999年4月5日付）[276]
- 初のDVDチャート通算200週ランクインを達成した作品：となりのトトロ（2005年10月31日付）[277]
- 初のDVDチャート通算400週ランクインを達成した作品：となりのトトロ（2009年8月31日付）[278]
- 初のDVDチャート通算500週ランクインを達成した作品：となりのトトロ（2011年8月1日付）[279]
- 初のDVDチャート通算600週ランクインを達成した作品：となりのトトロ（2013年7月1日付）[63]
- 初の200万枚を突破したDVD：千と千尋の神隠し（2002年10月7日付）[280]
- 初の100万枚を突破したBlu-ray Disc：アナと雪の女王 MovieNEX（2014年7月17日付〈デイリー〉）[281]
- 初の200万枚を突破したBlu-ray Disc：アナと雪の女王 MovieNEX（2014年8月18日付）[280]
- 初の初動売上100万枚を突破したDVD：千と千尋の神隠し（2002年7月29日付）[281]
- 初の初動売上100万枚を突破したBlu-ray Disc：アナと雪の女王 MovieNEX（2014年7月28日付）[282]
- 初の年間売上100万枚を突破した音楽映像作品のDVD・BD（合算）：namie amuro Final Tour 2018 〜Finally〜（安室奈美恵）（2018年度）[233]

## オリコンランキングにおける記録

### シングル
節目のオリコンシングルチャート1位作品
| 通算首位 | 歌手                   | シングル                      | 達成日付       |
| -------- | ---------------------- | ----------------------------- | -------------- |
| 1        | 黒沢明とロス・プリモス | ラブユー東京                  | 1968年1月4日   |
| 100      | 都はるみ               | 北の宿から                    | 1976年12月6日  |
| 200      | 小泉今日子             | 渚のはいから人魚/風のマジカル | 1984年4月2日   |
| 300      | 吉幾三                 | 雪國                          | 1987年2月9日   |
| 400      | 光GENJI                | 荒野のメガロポリス            | 1990年2月19日  |
| 500      | TMN                    | Nights of The Knife           | 1994年5月2日   |
| 600      | MY LITTLE LOVER        | YES 〜free flower〜           | 1996年12月16日 |
| 700      | モーニング娘。         | LOVEマシーン                  | 1999年9月20日  |
| 800      | 浜崎あゆみ             | Free&Easy                     | 2002年5月6日   |
| 900      | T.M.Revolution         | ignited -イグナイテッド-      | 2004年11月15日 |
| 1000     | EXILE                  | 道                            | 2007年2月16日  |

### アルバム
節目のオリコンアルバムチャート1位作品
| 通算首位 | 歌手                   | アルバム                 | 達成日付       |
| -------- | ---------------------- | ------------------------ | -------------- |
| 1        | 森進一                 | 花と涙／森進一のすべて   | 1970年1月5日   |
| 100      | 岸田智史               | モーニング               | 1979年7月9日   |
| 200      | オフコース             | The Best Year of My Life | 1984年7月2日   |
| 300      | 渡辺美里               | ribbon                   | 1988年6月6日   |
| 400      | LINDBERG               | LINDBERG IV              | 1991年4月29日  |
| 500      | ZARD                   | OH MY LOVE               | 1994年6月13日  |
| 600      | THE YELLOW MONKEY      | SICKS                    | 1997年2月3日   |
| 700      | SNAIL RAMP             | FRESH BRASH OLD MAN      | 2000年1月31日  |
| 800      | B'z                    | GREEN                    | 2002年7月15日  |
| 900      | B'z                    | THE CIRCLE               | 2005年4月18日  |
| 1000     | V6                     | Voyager                  | 2007年9月24日  |
| 1100     | 東方神起               | BEST SELECTION 2010      | 2010年3月1日   |
| 1200     | aiko                   | 時のシルエット           | 2012年7月2日   |
| 1300     | D-LITE（from BIGBANG） | でぃらいと               | 2014年11月10日 |
| 1400     | BIGBANG                | MADE                     | 2017年2月27日  |
| 1500     | back number            | MAGIC                    | 2019年4月8日   |
| 1600     | NCT DREAM              | Hot Sauce                | 2021年5月31日  |

### ストリーミング
節目の累積再生数1億回達成作品
| 通算達成 | 歌手                   | 楽曲                           | 達成日付       |
| -------- | ---------------------- | ------------------------------ | -------------- |
| 1        | Official髭男dism       | Pretender                      | 2019年12月9日  |
| 100      | TWICE                  | FANCY                          | 2022年3月21日  |
| 200      | 宇多田ヒカル           | 君に夢中                       | 2023年4月17日  |
| 300      | ポルノグラフィティ     | サウダージ                     | 2023年12月11日 |
| 400      | クリーン・バンディット | Symphony（feat. Zara Larsson） | 2024年8月26日  |
| 500      | aiko                   | 相思相愛                       | 2025年3月10日  |

## オリコンチャートへの疑惑
- 『噂の眞相』1983年7月号の特集「ヒット・チャートに操作あり！の疑惑で揺れる『オリジナル・コンフィデンス』」で、レコード会社の広告出稿量がヒットチャートの順位に反映されていると疑惑が報じられた。記事中、日本音楽事業者協会の水谷淳専務理事（当時）は、1982年秋頃から『オリコン』『ミュージック・リサーチ』『ミュージック・ラボ』の音楽業界誌3誌へのレコード会社の広告出稿を制限していることを明かした。
- 『サイゾー』2006年4月号の記事「ジャニーズはVIP待遇!?オリコンとジャニーズの蜜月関係」で、オリコンチャートがジャニーズ事務所所属タレントに甘いのではないかと疑惑を報じた。この記事にコメントしたジャーナリストの烏賀陽弘道がオリコンに訴えられ、大きな事件となった（→オリコン・烏賀陽裁判）。
- 政治ジャーナリストの渡辺正次郎は、2007年に「My News Japan」で受けたインタビュー[285] で、オリコンが1960年代に発行していた業界紙『総合芸能市場調査』のランキング売上枚数データについて「あのランキングだって、ぼくがみんな適当につくったんだから」と語った。ただし、『噂の眞相』1983年8月号で小池聰行は「彼が幹部だったことは一度もないし、創刊にも参画していない」「彼がいっていることは、みんな口から出まかせですよ」と否定している。